# CanSat
Un CanSat és un aparell o sistema de la grandària d'una llauna de refresc la missió del qual pot ser recollir dades, efectuar retorns controlats o fer algun perfil de missió predeterminat. La seva principal funció és l'ensenyament de tecnologies aeroespacials en escoles i universitats. Si bé se'ls anomena «satèl·lits», no ho són en el sentit estricte de la seva definició com a cos que gira al voltant d'un planeta. Aquests aparells normalment han de ser completament autònoms i poden rebre o transmetre dades. Les seves antenes es poden muntar externament, però el diàmetre del satèl·lit no es pot alterar fins que no hagi sortit del coet, si es llança per mitjà d'aquest. Munten normalment un paracaigudes que permet la seva recuperació. S'usen com a introducció a la tecnologia espacial pel seu petit cost.

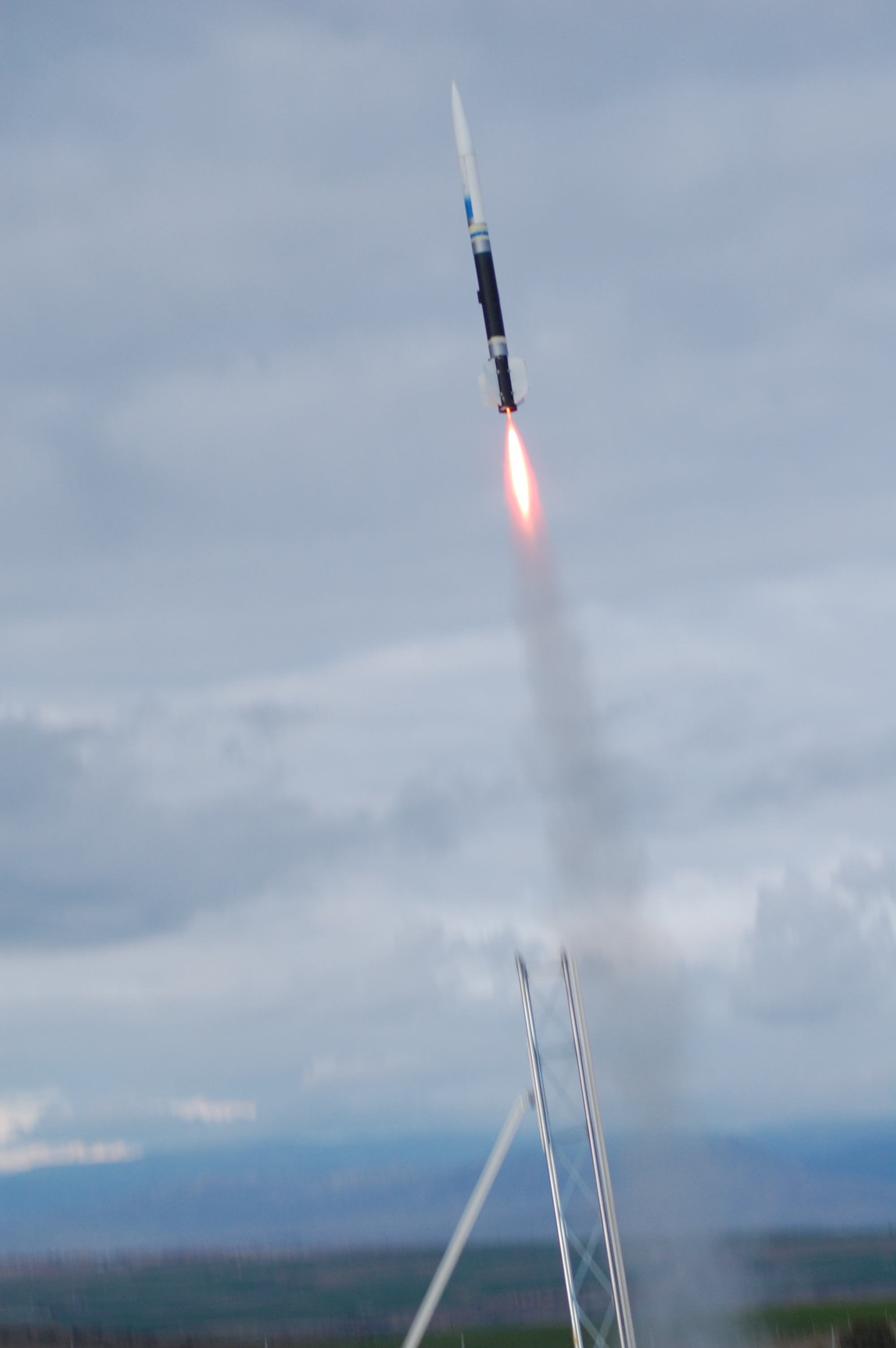
Llançament dels CanSat per mitjà d'un coet

## Història
L'any 1998, en un col·loqui que es va celebrar a Hawaii, es van reunir al voltant de 50 estudiants i docents de 12 universitats dels Estats Units i Japó. Va ser el primer University Space Systems Symposium, que en català significa «Simposi de Sistemes Espacials». Aquí Bob Twiggs, catedràtic emèrit de la Universitat Stanford, va proposar la idea inicial del que després serien els projectes de nanosatèl·lits.
Aquesta idea consistia en llançar una estructura de la grandària d'una llauna de refresc a l'espai. És a dir, el seu volum hauria de ser de l'ordre dels 350 ml i la massa, d'uns 500 g. Això va portar a un projecte que va començar el 1999 anomenat ARLISS, amb participació majoritàriament americana i japonesa, duent-se a terme el primer llançament l'11 de setembre d'aquell mateix any i continuant anualment de forma ininterrompuda.
La idea inicial, que encara preval avui dia, era llançar 3 satèl·lits de 350 ml, o un satèl·lit de major volum. El mitjà seria un coet capaç de moure 1.8 kg i que ascendiria fins als 4.000 metres d'alçària obrint així la porta a vols de baix cost —uns 400 dòlars.
L'any 2000 les missions que es realitzaven eren de tot tipus: des de calcular l'obertura d'un sistema d'aterratge mitjançant les dades proporcionades pel baròmetre, fins a fer ús d'un sistema de GPS diferencial. El projecte va arribar a una situació més complexa l'any 2001, quan es va afegir la categoria ComeBack, segons la qual el satèl·lit ha de dirigir-se a un determinat objectiu. Aquesta missió va tenir molt èxit, ja que en 2002 l'aparell d'uns estudiants del Space Robotics Lab, de la Universitat de Tohoku es va acostar fins als 45 m del seu objectiu i en 2006 aquesta xifra va disminuir fins als 6 m.
L'interès per aquest tipus de satèl·lits va anar creixent i estenent-se. El 2003 la Universitat de Tòquio va posar en òrbita dos satèl·lits CubeSat, satèl·lits d'una grandària una mica més gran que els CanSats, i amb forma de cub.
En els últims anys s'han anat desenvolupant competicions seguint el mateix concepte proposat pel professor Bob Twiggs i plasmat en ARLISS tant a nivell nacional com internacional.

## Funcionament

### Elements principals
Hi ha una sèrie d'elements que són comuns en tots els tipus de CanSat:

#### Bateria
Subministra corrent elèctric per al funcionament de tots els sistemes del robot. Són imprescindibles per a qualsevol robot o sistema electrònic. Les més utilitzades per les seves prestacions i la seva relació corrent-pes són les bateries de polímers de liti (LiPo).

#### Microprocessador
És el cervell del robot, s'encarrega de rebre els senyals dels sensors externs (com l'altímetre, l'acceleròmetre, o el transmissor) i a més les processa per actuar de forma determinada segons com estigui programat. La majoria de microprocessadors incorporen o poden incorporar una memòria interna per emmagatzematge de dades, útil per guardar la informació dels diferents sensors durant el vol.
Alguns microprocessadors comercials que s'usen a aquest nivell són:
- Arduino
- MBed

### Elements secundaris
A partir dels dos elements anteriors es poden incorporar diferents elements segons per a quins objectiu s'hagi dissenyat el robot. Alguns d'aquests elements poden ser:

#### Baròmetre
Consisteix en una cèl·lula mesuradora de pressió que es connecta al microprocessador i li envia un senyal amb un valor de voltatge segons la pressió que noti. El microprocessador utilitza les correccions de l'atmosfera estàndard per aconseguir l'altitud.
Exemple de baròmetre usat en aparells d'aquestes característiques:

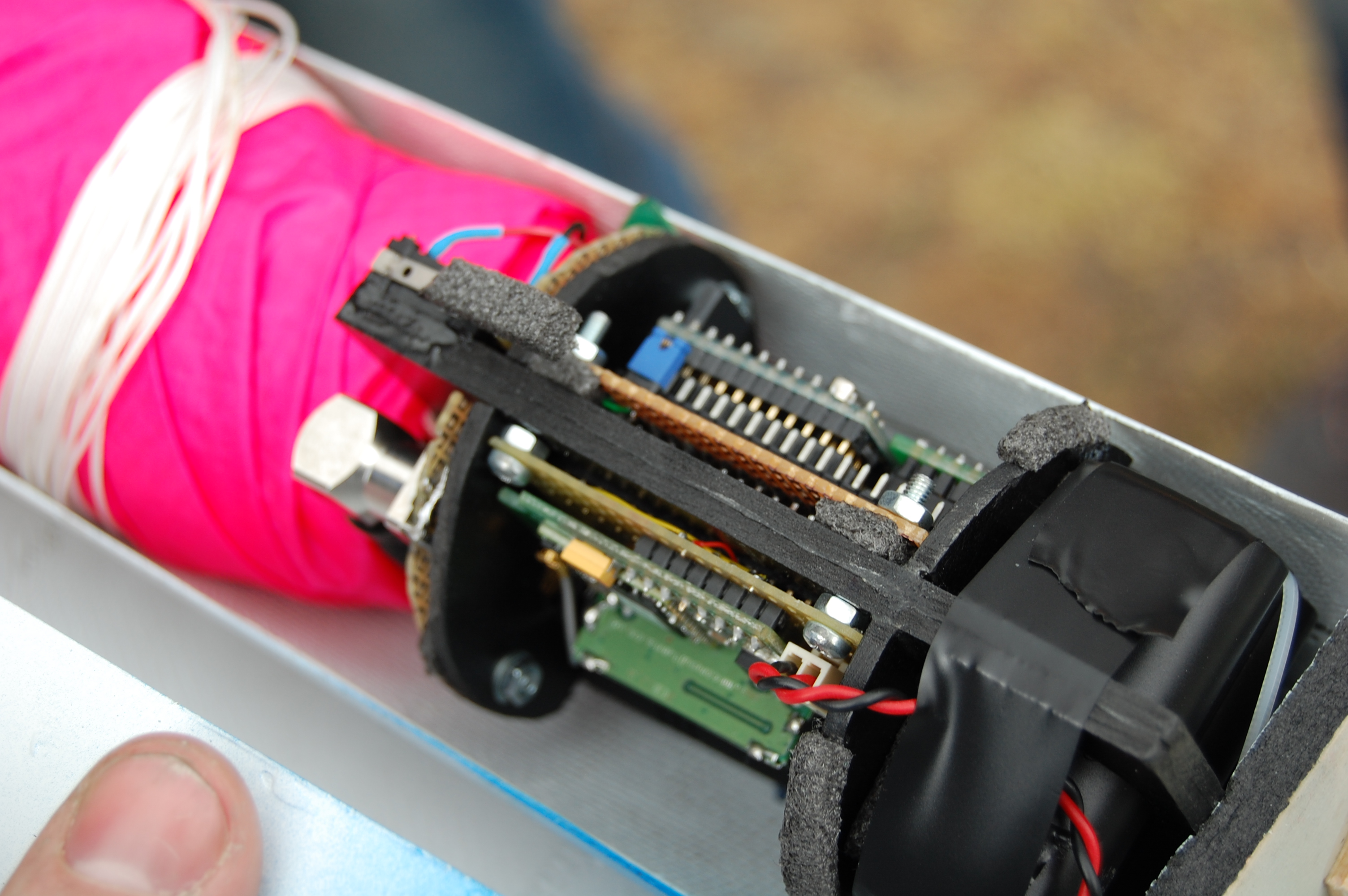
Interior d'un CanSat.

- SCP1000

#### Termòmetre
El funcionament és similar al del baròmetre però el voltatge que envia com a senyal al microprocessador depèn de la temperatura que mesuri. El microprocessador interpreta aquest senyal assignant-li un valor de temperatura.
Aquests són exemples de termòmetres usats:
- MAX6675
- TMP102

#### Receptor GPS
GPS són les sigles angleses per a Global Positioning System, és un sistema de posicionament terrestre que consta d'una xarxa de satèl·lits que orbiten la terra que contínuament emeten la seva posició i el temps de la transmissió. A partir d'aquestes dades, un receptor triangula la seva posició amb tots els satèl·lits disponibles per a una major precisió. Aquesta posició es transmet al microprocessador a través d'un port en sèrie com una línia de dades. Existeixen altres sistemes de navegació tals com Galileo a Europa o Beidou a la Xina però estan encara en fase de desenvolupament pel que de moment no són aplicables.
A nivell de disseny, és preferible situar els receptors GPS en un lloc on tinguin la línia de visió més directa possible amb els satèl·lits per no perdre la cobertura d'aquests durant el vol. En un CanSat amb estructura metàl·lica s'han de situar sempre on l'estructura no afecti a aquesta línia de visió.
Actualment, la inclusió d'aquest receptor en el CanSat no és un requisit obligatori del concurs, encara que molts equips ho fan, ja que aporta dades molt útils que s'envien a temps real per telemetria a l'estació de terra i facilita a més la localització de l'aparell després de l'aterratge.

#### Càmera fotogràfica
Es pot incorporar al CanSat una micro càmera fotogràfica per fotografiar el que es desitgi durant el temps en què el CanSat està en l'aire. S'ha de tenir en compte que des de terra no es pot accionar la càmera quan el robot està en aire de manera que el microprocessador ha de ser qui ordeni a la càmera prendre una imatge.
Aquest és un exemple de càmera fotogràfica per CanSat:
- CameraC328

#### Acceleròmetres
Aquest sistema consisteix en un o diversos acceleròmetres en diferents eixos així com giroscopis. El conjunt d'acceleròmetres permet mesurar acceleracions en un o més eixos i fins i tot angulars segons el model que s'usi. Els acceleròmetres poden fer-se servir per recollir dades o per trobar la posició (integrant). L'ús d'acceleròmetres per aconseguir una posició es denomina sistema de navegació inercial (INS) i es fa servir en alguns models de CanSat, la precisió d'aquest sistema està subjecta a l'error de la posició inicial feta servir per calibrar els sensors i a l'error dels acceleròmetres en si.
L'avantatge d'aquest sistema és que no necessita cobertura GPS per funcionar pel que no perd mai el senyal dels satèl·lits. Un altre avantatge és que no li afecten les interferències electromagnètiques de cap tipus i no necessita tenir línia visual amb els satèl·lits pel que no és necessari situar-ho en la part superior.
Alguns dels acceleròmetres empleats són els següents:
- ADXL345
- LIS302

#### Brúixola electrònica
Algunes vegades, per requisit de l'objectiu pel qual es dissenya el CanSat, és necessari conèixer el rumb que segueix aquest en cada moment (per exemple, per realitzar un descens controlat), en tal cas, una brúixola és un sensor molt petit i igual que una brúixola tradicional mesura l'angle entre la seva orientació i el nord, aquest angle és transmès al microprocessador mitjançant una diferència de potencial. El microprocessador interpreta el senyal entrant i actua en conseqüència.
D'aquesta manera, si es vol que el CanSat voli fins a una diana sense instal·lar GPS, s'instal·laria un sistema de navegació inercial i una brúixola electrònica que proporcionés el rumb. El microprocessador calcularia el rumb a seguir amb les coordenades de la diana i la posició actual (obtinguda del sistema de navegació) i compararia aquest rumb amb el rumb actual proporcionat per la brúixola.
Alguns models de brúixoles que s'utilitzen són:
- CMPS03
- HMC6352
- HMC5843

## Tipus de CanSat
Principalment existeixen dos tipus: encara que s'inclou una tercera categoria per CanSats que no s'ajusten a cap de les dues primeres:

### Telemetry
És aquell CanSat que el seu objectiu principal és recollir i transmetre dades del vol i de condicions meteorològiques en temps real per ser processats per una estació de terra. Els CanSats d'aquesta categoria no utilitzen sistema de direcció, ja que el seu objectiu no és caure en un punt concret sinó recollir dades sobre el descens (que poques vegades és controlat). Dels sistemes esmentats en les seccions anteriors els més utilitzats són: baròmetre, termòmetre, GPS i càmera fotogràfica.

### ComeBack
La principal missió d'aquests és aterrar de forma controlada el més a prop possible d'una diana marcada per coordenades GPS. Aquests aparells poden guiar-se per una posició coneguda a través d'un sistema de posicionament per satèl·lit (GPS) o per un sistema de navegació inercial (INS). Aquesta posició s'envia al microprocessador que la compara amb la posició de la diana, a partir de l'anàlisi d'aquestes dades es calcula l'angle en què cal girar per dirigir-se a la diana i es donen les instruccions pertinents al sistema d'adreça. Aquest procés es va repetint de forma contínua per fer correccions si són precises. En aquest tipus d'aparells també s'emmagatzemen dades sobre el vol però atès que el nombre de sensors que acostumen a portar incorporats és menor, la informació és més escassa que en els CanSat de tipus Telemetry.
Un CanSat de categoria ComeBack porta sempre instal·lat un sistema de direcció que li permet maniobrar per orientar-se i desplaçar-se cap a l'objectiu fixat. Normalment aquest mecanisme és actuat per un o diversos servomotors controlats pel microprocessador de manera que el microprocessador gira els servomotors cap a un costat o un altre i el CanSat gira en conseqüència. Hi ha dos tipus principals de CanSat depenent de si porten incorporat un paracaigudes o parapent o un rotor i ales.

#### CanSats amb paracaigudes o parapents
Aquests aparells porten generalment un sistema de direcció consistent en moure fils de la superfície sustentadora de forma asimètrica de manera que es generi una diferència de sustentació en l'eix longitudinal i el CanSat giri cap a un costat o un altre. La direcció mecànica és generalment bastant senzilla. Aquests aparells són difícils de governar amb vent a causa de la generalment baixa velocitat de descens i a la gran superfície sustentadora que porten incorporada.

#### CanSats amb ales o rotors
Mecànicament molt més complexos i menys vulnerables a condicions atmosfèriques que els CanSats amb paracaigudes o parapents. Aquest tipus d'aparells són molt més complexos de governar i requereixen un sistema electrònic capaç de fer moltes més correccions per segon a causa de la seva major velocitat de descens.

### Openclass
En aquesta categoria es pot presentar qualsevol robot que no s'inclogui en cap de les dues anteriors categories. La majoria de CanSat que es presenten en aquesta categoria són robots en fase experimental o proves de sistemes nous respecte a altres dissenys i que encara no han estat provats (technology demonstrators).

## Interès educatiu
El baix cost de realització, curt temps de preparació i simplicitat de disseny en comparació d'altres projectes espacials fan d'aquest concepte una oportunitat pràctica excel·lent per a estudiants de donar els primers passos en matèria espacial. Són els estudiants els encarregats de triar la manera en la qual van a realitzar la seva missió, dissenyar el CanSat, integrar els components, comprovar el correcte funcionament, preparar el llançament, analitzar les dades i organitzar-se com a equip distribuint la càrrega de treball. Es tracta en definitiva d'una reproducció a escala del procés de disseny, creació i llançament d'un satèl·lit real.
El procés necessari per al desenvolupament d'un CanSat implica un procés d'aprenentatge conegut com a aprenentatge basat en problemes, un nou mètode docent en el qual l'estudiant és el protagonista i és qui ha de resoldre els problemes. La principal característica d'aquest tipus de projectes és que es duu a terme per equips de treball que s'enfronten a problemes oberts conduïts per successius desafiaments. El suport donat pels professors va disminuint d'acord amb l'experiència que va aconseguint el grup per reconèixer que l'enginyeria de sistemes també ha de bregar amb la complexitat del desenvolupament i la recerca de les seves pròpies habilitats.
L'enginyeria espacial és una de les disciplines més típiques usades en mètodes educatius lloc que proporciona gran varietat de temes atractius.

## Competicions

### Estats Units

#### Texas CanSat Competition
La Societat Americana de Astronàutica (AAS) i l'Institut Americà d'Aeronàutica i Astronáutica (AIAA) organitzen una competició anual de disseny, construcció i llançament de CanSats. Aquest concurs està obert a equips d'universitats i col·legis. Els equips han de ser capaços de dissenyar i construir un sistema que compleixi unes determinades condicions. Després els equips han de competir entre ells per determinar els guanyadors. Els coets són proporcionats per l'organització però els equips són responsables de finançar la construcció de la seva CanSat i totes les despeses de viatge i allotjament.

#### ARLISS
El Projecte ARLISS és un programa desenvolupat entre estudiants i professors del Programa de Desenvolupament de Sistemes Espacials de la Universitat Stanford i altres institucions educatives per construir, llançar, provar i recuperar prototips de satèl·lits miniaturitzats en preparació per ser llançats a una òrbita terrestre o des de Mart a l'espai.
ARLISS proposa un repte per obtenir experiència pràctica en el cicle de vida (al voltant d'un any) d'un projecte espacial. Cada equip CanSat dissenya i construeix un o més satèl·lits, es traslladen al lloc de llançament en Black Rock, Nevada, per supervisar la preparació, el llançament, funcionament i recuperació segura dels seus experiments.
ARLISS proporciona els coets, cadascun capaç portar tres CanSats amb paracaigudes a una altitud de 3.500 m., la qual cosa permet a cada CanSat un temps de vol del voltant de 15 minuts per als experiments, la qual cosa simula una passada d'horitzó a horitzó en òrbita baixa.

### Espanya
El Laboratori per a Experimentació en Espai i Microgravetat amb ajuda de la Universitat Politècnica de Madrid organitzen aquesta competició des de l'any 2010. Hi ha tres categories, d'acord amb els possibles tipus de CanSat detallats al començament d'aquesta pàgina. A més, existeix una altra categoria oberta en la qual les limitacions de grandària són menors i poden tenir una massa més gran, de fins al voltant d'un quilo. Igual que la competició europea, han d'enviar per telemetria dades obtingudes en temps real i té restriccions de pressupost, tot i que es permeten majors pressuposts que en l'homologa europea.
A l'abril de 2017 dins de la competició organitzada per l'Agència Espacial Europea (ESA), se celebrarà a Saragossa el Primer Concurs Nacional CanSat Caesaraugusta.

### Europa
Promogut per l'Agència Espacial Europea (ESA) i organitzat pel Centre Noruec d'Educació Espacial (NAROM), es tracta d'una competició en què cada CanSat ha de complir els requisits tradicionals de volum i no excedir en 350 g de massa juntament amb altres relacionats amb el temps de vol i amb el pressupost. A més, ha de mesurar l'altitud i la temperatura i transmetre aquestes dades en temps real. A part d'això, ha d'acomplir una missió secundària de lliure elecció. Les propostes per a aquesta missió són les que s'utilitzen per seleccionar als equips que viatgen a Andanes a Noruega per presentar els seus projectes llançar els seus CanSats a bord d'un coet que ascendeix a 1.000 m, on s'obre i deixa caure els dos aparells que porta dins.

### França

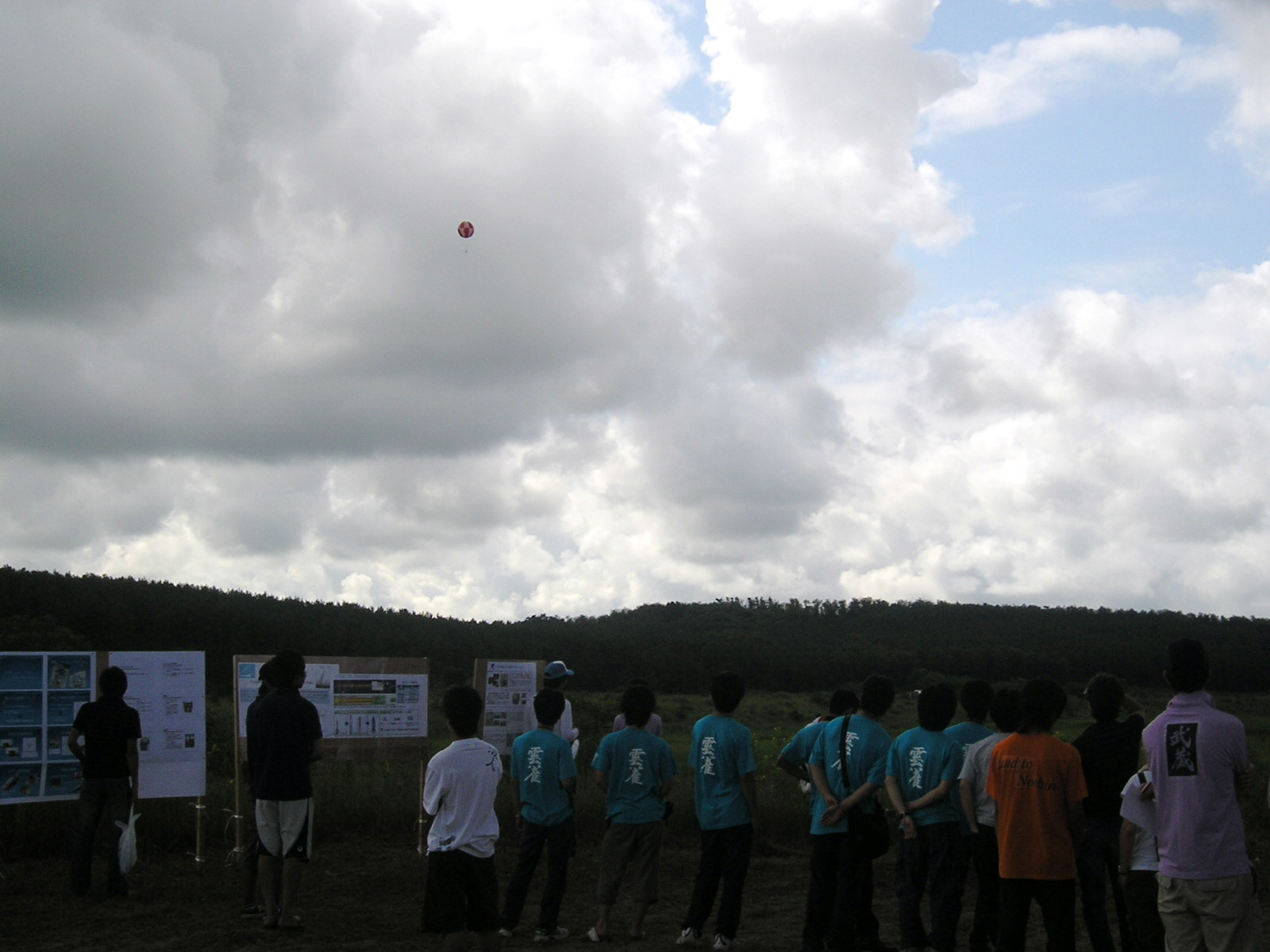
Llançament per mitjà d'un globus en la competició japonesa.

Organitzat pel Centre Nacional d'Estudis Espacials, es porta a terme durant la fira C'Space, un programa d'apropament de la tecnologia relacionada amb l'espai als joves. En aquesta competició el coet només ascendeix als 150 m i, a part de la categoria denominada «internacional», hi ha una altra anomenada «oberta» en què els requisits de volum s'amplien fins a permetre un volum d'un litre enfront dels 330 ml d'un CanSat tradicional.

### Japó
Al Japó aquest concurs ho organitza el UNISEC (Consorci d'Enginyeria Espacial Universitària) i a diferència dels anteriors, els aparells no són llançats en coet sinó amb ajuda d'un globus que puja a una certa altura i després deixa caure el CanSat. En aquesta competició es tracta d'arribar a una determinada posició, bé per mitjà de modificació de la trajectòria de vol, o bé mitjançant la incorporació de rodes que permetin guiar-ho al lloc requerit.

### Argentina
A l'Argentina no és un concurs, és a dir que no es competeix al Programa CanSat, sinó que es tracta de la difusió gratuïta d'una metodologia de treball i estudi a través de l'experimentació, fent servir llançadores reutilitzables construïts per coeters amateurs. Aquest programa és gratuït i dona als estudiants la satisfacció d'involucrar-se en la totalitat del cicle de vida d'un projecte complex d'enginyeria, anant des del disseny conceptual, passant per la integració i el test i per operacions reals del sistema, per concloure amb una reunió de sumari post-missió. El promou la ACEMA (Associació de Coeteria Experimental i Modelista de l'Argentina). El programa va ser presentat al setembre de 2003 en un congrés educatiu celebrat en el Col·legi Belgrano Day School, dirigit per actualment mort llicenciat Jorge Mermoz; el primer CanSat argentí es va llançar al novembre de 2004, preparat pels alumnes del Col·legi Sant Felip Neri del barri d'Escorxadors, Buenos Aires. Cap a l'any 2011 ja hi havia diverses escoles participant, entre les quals es troba l'Escola Tècnica ORT, l'Escola d'Ensenyament Mitjà N.º 5 d'Alejandro Korn, l'Institut Sant Felip Neri, l'Institut Tecnològic «Sant Bonifacio» de Llomes de Zamora, el Col·legi Tècnic Crist Obrer, etc. En 2015, la CONAE (agència espacial argentina) va començar a interessar-se formalment a col·laborar amb aquesta iniciativa.

### Mèxic

#### Programa Espacial de Poza Rica
El Programa per a l'Experimentació i Recerca Aeroespacial (PROEXIA), situat a la ciutat de Poza Rica, Veracruz, Mèxic, va dur a terme un curs-taller de capacitació per a estudiants del Col·legi d'Educació Professional Técnia de l'Estat de Veracruz (CONALEP), de les àrees de Telecomunicacions i Electromecànica Industrial, durant el mes de setembre de 2013, aconseguint realitzar un llançament reeixit d'un CanSat de telemetria (GPS, baròmetre, càmera de vídeo), en les instal·lacions del planter Conalep 177, davant la presència del M. en C. Carlos Duarte Muñoz, coordinador de formació de capital humà especialitzat en el camp espacial, de l'Agència Espacial Mexicana, el 7 d'octubre de 2013, durant la celebració de la Setmana Mundial de l'Espai. Actualment, el PROEXIA compta amb més de 12 models diferents de CanSat de Telemetría, així mateix han desenvolupat kits educatius de satèl·lits Rover-Back, BalloonSat i CubeSat, sent reconeguts els seus treballs a nivell internacional.

#### UNAM
El Programa Espacial Universitari (PEU), així com el seu antecessor, la Xarxa Universitària de l'Espai (RUE), han dut a terme en els anys 2013, 2014, 2016 i 2018, concursos de CanSat, dirigits a estudiants de la Universitat Nacional Autònoma de Mèxic (UNAM), cursant els dos últims semestres de la llicenciatura o els dos primers semestres dels postgraus d'Enginyeria, Física, Química o Matemàtiques, així com d'altres àrees que poguessin ser afins a l'activitat de desenvolupament de tecnologia espacial. Així mateix, per a l'edició de 2018, estudiants dels planters de batxillerat de la UNAM van ser partícips d'aquest concurs. Actualment, el PEU duu a terme l'edició 2019 de la competència CanSat.
A nivell llicenciatura, el concurs té com a objectiu seleccionar a l'equipo representant de la UNAM en la Annual CanSat Competition, portada cada any a Texas.

#### CanSat CUCEI
El Club de Ràdio Experimentadors Universitaris d'UDG, a través de Centre Universitari de Ciències Exactes i Enginyeries de la UDG, va organitzar un concurs de CANSAT dirigit a estudiants d'universitats, instituts i centres tecnològics educatius de la Zona Metropolitana de Guadalajara de carreres relacionades amb telecomunicacions, electrònica, computació, informàtica i àrees afins a aquesta per al desenvolupament de tecnologia aeroespacial. En el dia de llançament, l'11 d'octubre de 2014, van assistir diversos equips de múltiples institucions com a finalistes. Així, en aquest esdeveniment els equips van obtenir l'experiència de planificar, dissenyar, construir i llançar la seva CANSAT.